# Shintarō Katsu
 (octobre 2018).
Si vous disposez d'ouvrages ou d'articles de référence ou si vous connaissez des sites web de qualité traitant du thème abordé ici, merci de compléter l'article en donnant les références utiles à sa vérifiabilité et en les liant à la section « Notes et références ».
Shintarō Katsu (勝 新太郎, Katsu Shintarō), de son vrai nom Toshio Okumura (奥村 利夫, Okumura Toshio), est un acteur, producteur et réalisateur japonais né le 29 novembre 1931 à Kōtō (Tokyo) et mort le 21 juin 1997 à Kashiwa (préfecture de Chiba).
Il est notamment connu pour son rôle dans la série Zatoichi, et pour avoir produit la série Baby Cart (adaptée du manga Lone Wolf and Cub) au cinéma et à la télévision, dont le personnage principal est interprété par son propre frère Tomisaburō Wakayama (若山 富三郎, Wakayama Tomisaburō).

## Biographie

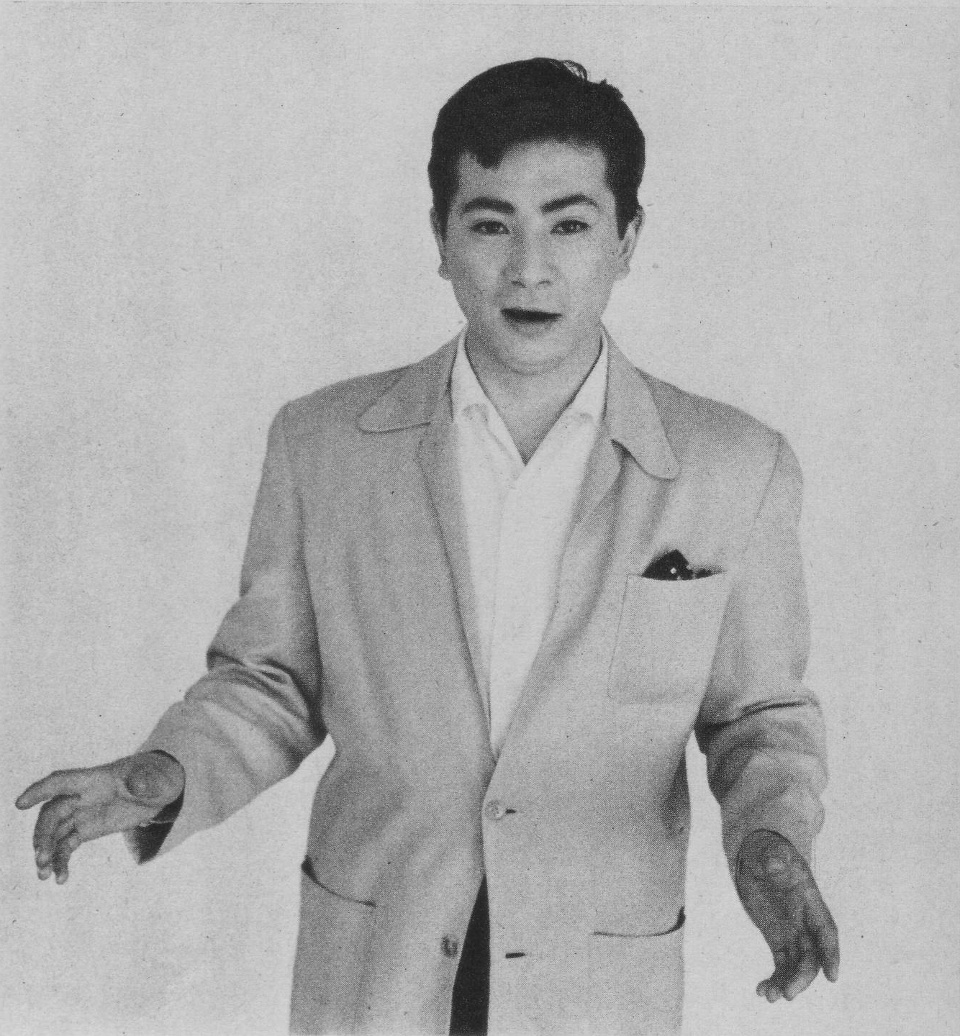
Shintarō Katsu en 1956.

Fils d’un célèbre acteur kabuki, Katsutoji Kineya, connu pour ses talents dans l’art du nagauta et du shamisen, Shintarō Katsu est le frère cadet de l’acteur Tomisaburō Wakayama. Il s’est marié avec l'actrice Tamao Nakamura en 1962. Son fils, Ryū Gan (ja), est également devenu acteur.
Le rôle qui lui vaut sa renommée est celui de Zatoichi, héros d'une série de longs métrages portant le même nom, très populaires dans les années 1960 et 1970. Shintarō Katsu a joué Zatoichi dans 25 films entre 1962 et 1973, dirigeant et produisant le 26e en 1989.
Il est aussi connu pour sa vie personnelle et professionnelle particulièrement troublée. Son alcoolisme et ses problèmes vis-à-vis de la loi liés à des histoires de drogues (marijuana, opium et cocaïne) lui valent notamment d'être arrêté en 1978, 1990 et 1992. Lorsque le réalisateur Akira Kurosawa l’appelle pour jouer le rôle principal dans son film Kagemusha en 1980, Katsu quitte le plateau avant de terminer la première journée de tournage. Outré, Kurosawa remplace l’acteur par Tatsuya Nakadai. Enfin, Katsu est personnellement attaqué lorsque son fils tue accidentellement l’acteur Yukio Katō avec un sabre de cinéma, lors du tournage du 26e Zatoïchi. S’ensuit une banqueroute de Katsu Production, due à une combinaison de diverses dettes et aux dépenses de Katsu.
Enfin, Katsu réalise la base du manga Lone Wolf and Cub, Kozure Okami, série de violents films jidai-geki mettant en scène son frère Tomisaburō Wakayama. Tous deux sont ensuite réunis dans le film Shogun Assassin (remontage américain des deux premiers Baby Cart), et ont également coécrit, produit et joué dans la série TV Oshi samurai (Le Samouraï muet).
Shintarō Katsu succombe d'un cancer du pharynx, le 21 juin 1997.
Malgré sa personnalité, Shintarō Katsu reste un acteur ayant révolutionné le cinéma japonais, en introduisant des thèmes tels que le sexe ou la forte violence dans des films regardés par un public peu habitué à ce genre. Il est mort la même année qu'un autre acteur de légende : Toshirō Mifune.

## Filmographie partielle

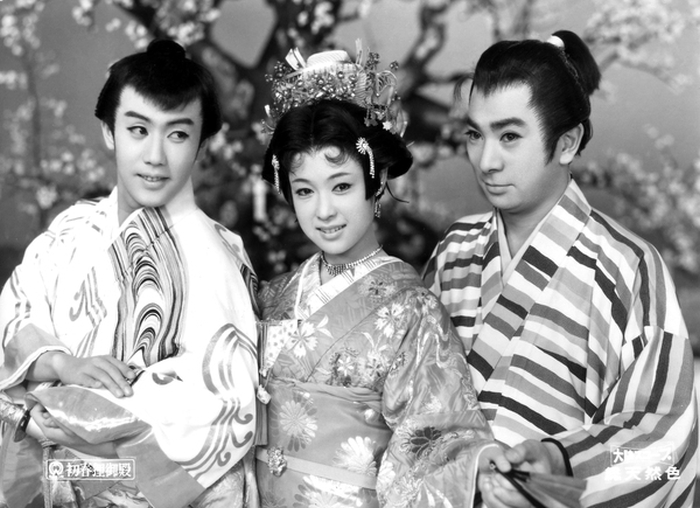
Raizō Ichikawa, Ayako Wakao et Shintarō Katsu dans La Princesse enchantée (1959).

Shintarō Katsu (au centre) et Kenji Misumi (en haut à droite) sur le tournage de Voyage en enfer (1965).

### Acteur
- 1957 : Une histoire d'Osaka (大阪物語, Osaka Monogatari?) de Kōzaburō Yoshimura
- 1958 : La Vengeance des loyaux serviteurs (忠臣蔵, Chūshingura?) de Kunio Watanabe : Genzō Akagaki
- 1958 : Les Fourberies de Benten Kozo (弁天小僧, Benten Kozō?) de Daisuke Itō
- 1958 : Les Carnets de route de Mito Kōmon (水戸黄門漫遊記, Mito Kōmon man'yūki?) de Kenji Misumi : Sutekichi
- 1959 : La Princesse enchantée (初春狸御殿, Hatsuharu tanuki goten?) de Keigo Kimura
- 1960 : Le Masseur Shiranui (不知火検校, Shiranui kengyō?) de Kazuo Mori
- 1961 : Bouddha (釈迦, Shaka?) de Kenji Misumi
- 1962 : La Légende de Zatoïchi : Le Masseur aveugle (座頭市物語, Zatōichi monogatari?) de Kenji Misumi
- 1963 : La Vengeance d'un acteur (雪之丞変化, Yukinojō henge?) de Kon Ichikawa
- 1963 : La Légende de Zatoïchi : Un nouveau voyage (新・座頭市物語, Shin Zatōichi monogatari?) de Tokuzō Tanaka
- 1963 : La Légende de Zatoïchi : Le Fugitif (座頭市兇状旅, Zatōichi kyōjō tabi?)  de Tokuzō Tanaka
- 1964 : La Danse du grisbi ou La Puissance de l'argent (ど根性物語　銭の踊り, Dokonjō monogatari: Zeni no odori?) de Kon Ichikawa
- 1964 : Kojiki taishō (乞食大将?) de Tokuzō Tanaka
- 1964 : La Légende de Zatoïchi : Voyage meurtrier (座頭市血笑旅, Zatōichi kesshō-tabi?) de Kenji Misumi
- 1965 : La Légende de Zatoïchi : Voyage en enfer (座頭市地獄旅, Zatōichi jigoku tabi?) de Kenji Misumi
- 1965 : Le Soldat yakuza (兵隊やくざ, Heitai yakuza?) de Yasuzō Masumura
- 1965 : Zoku heitai yakuza (続兵隊やくざ?) de Tokuzō Tanaka
- 1966 : La Légende de Zatoïchi : La Vengeance (座頭市の歌が聞える, Zatōichi no uta ga kikoeru?) de Tokuzō Tanaka
- 1967 : La Légende de Zatoïchi : Le Justicier (座頭市牢破り, Zatōichi rōyaburi?) de Satsuo Yamamoto
- 1967 : La Légende de Zatoïchi : Route sanglante (座頭市血煙り街道, Zatōichi chikemuri kaidō?) de Kenji Misumi
- 1968 : La Légende de Zatoïchi : Le Défi (座頭市果し状, Zatōichi hatashi-jō?) de Kimiyoshi Yasuda
- 1968 : Les Combinards des pompes funèbres (とむらい師たち, Tomuraishi tachi?) de Kenji Misumi : Ganmen
- 1968 : La Légende de Zatoïchi : Les Tambours de la colère (座頭市喧嘩太鼓, Zatōichi kenka-daiko?) de Kenji Misumi
- 1969 : Le Temple du démon (鬼の棲む舘, Oni no sumu yakata?) de Kenji Misumi : Taro
- 1969 : Puni par le ciel (人斬り, Hitokiri?) de Hideo Gosha
- 1969 : La Saga de Magoichi (尻啖え孫市, Shirikurae Magoichi?) de Kenji Misumi : Nobunaga Oda
- 1970 : Fuji sanchō (富士山頂?) de Tetsutarō Murano
- 1970 : La Légende de Zatoïchi : Zatoïchi contre Yojimbo (座頭市と用心棒, Zatōichi to Yōjinbō?) de Kihachi Okamoto
- 1970 : La Légende de Zatoïchi : Le Shogun de l'ombre (座頭市あばれ火祭り, Zatōichi abare-himatsuri?) de Kenji Misumi
- 1970 : Ode au yakuza (やくざ絶唱, Yakuza zessyō?) de Yasuzō Masumura
- 1970 : L'Embuscade (待ち伏せ, Machibuse?) de Hiroshi Inagaki
- 1971 : La Légende de Zatoïchi : Zatoïchi contre le sabreur manchot (新座頭市・破れ！唐人剣, Shin Zatōichi: Yabure! Tōjin-ken?) de Kimiyoshi Yasuda
- 1971 : Kitsune no kureta akanbō (狐のくれた赤ん坊?) de Kenji Misumi
- 1971 : Kaoyaku (顔役?) de Shintarō Katsu
- 1971 : L'Auberge du mal (いのちぼうにふろう, Inochi bō ni furō?) de Masaki Kobayashi
- 1972 : Hanzo the Razor (御用牙, Goyōkiba?) de Kenji Misumi
- 1972 : La Légende de Zatoïchi : Voyage à Shiobara (座頭市御用旅, Zatōichi goyō-tabi?) de Kazuo Mori
- 1972 : La Légende de Zatoïchi : La Blessure (新座頭市物語・折れた杖, Shin Zatōichi monogatari: Oreta tsue?) de Shintarō Katsu
- 1972 : Le Nouveau Soldat yakuza : la ligne de feu (新兵隊やくざ 火線, Shin heitai yakuza: Kasen?) de Yasuzō Masumura
- 1973 : La Légende de Zatoïchi : Retour au pays natal (新座頭市物語・笠間の血祭り, Shin Zatōichi monogatari: Kasama no chimatsuri?) de Kimiyoshi Yasuda
- 1973 : L'Enfer des supplices (御用牙 かみそり半蔵地獄責め, Goyōkiba: Kamisori Hanzō jigoku zeme?) de Yasuzō Masumura
- 1974 : Le Vaurien : la guerre des territoires (悪名 縄張荒らし, Akumyo: shima arashi?) de Yasuzō Masumura
- 1974 : La Chair et l'or (御用牙 鬼の半蔵やわ肌小判, Goyōkiba: Oni no Hanzō yawahada koban?) de Yoshio Inoue
- 1989 : La Légende de Zatoïchi : L'Odyssée finale (座頭市, Zatōichi?) de Shintarō Katsu
- 1990 : Rōnin-gai (浪人街?) de Kazuo Kuroki

### Producteur
- 1970 : La Légende de Zatoïchi : Zatoïchi contre Yojimbo (座頭市と用心棒, Zatōichi to Yōjinbō?) de Kihachi Okamoto
- 1970 : La Légende de Zatoïchi : Le Shogun de l'ombre (座頭市あばれ火祭り, Zatōichi abare-himatsuri?) de Kenji Misumi
- 1971 : Kaoyaku (顔役?) de Shintarō Katsu
- 1972 : Hanzo the Razor (御用牙, Goyōkiba?) de Kenji Misumi
- 1972 : La Légende de Zatoïchi : Voyage à Shiobara (座頭市御用旅, Zatōichi goyō-tabi?) de Kazuo Mori
- 1972 : La Légende de Zatoïchi : La Blessure (新座頭市物語・折れた杖, Shin Zatōichi monogatari: Oreta tsue?) de Shintarō Katsu
- 1972 : Baby Cart : Le Sabre de la vengeance (子連れ狼 子を貸し腕貸しつかまつる, Kozure Ōkami: Kowokashi udekashi tsukamatsuru?) de Kenji Misumi
- 1972 : Baby Cart : L'Enfant massacre (子連れ狼 三途の川の乳母車, Kozure Ōkami: Sanzu no kawa no ubaguruma?) de Kenji Misumi
- 1972 : Baby Cart : Dans la terre de l'ombre (子連れ狼 死に風に向う乳母車, Kozure Ōkami: Shinikazeni mukau ubaguruma?) de Kenji Misumi
- 1972 : Le Nouveau Soldat yakuza : la ligne de feu (新兵隊やくざ 火線, Shin heitai yakuza: Kasen?) de Yasuzō Masumura
- 1973 : La Légende de Zatoïchi : Retour au pays natal (新座頭市物語・笠間の血祭り, Shin Zatōichi monogatari: Kasama no chimatsuri?) de Kimiyoshi Yasuda
- 1973 : L'Enfer des supplices (御用牙 かみそり半蔵地獄責め, Goyōkiba: Kamisori Hanzō jigoku zeme?) de Yasuzō Masumura
- 1974 : Le Vaurien : la guerre des territoires (悪名 縄張荒らし, Akumyo: shima arashi?) de Yasuzō Masumura
- 1974 : La Chair et l'or (御用牙 鬼の半蔵やわ肌小判, Goyōkiba: Oni no Hanzō yawahada koban?) de Yoshio Inoue
- 1980 : Shogun Assassin de Robert Houston
- 1989 : La Légende de Zatoïchi : L'Odyssée finale (座頭市, Zatōichi?) de Shintarō Katsu

### Réalisateur
- 1971 : Kaoyaku (顔役?)
- 1972 : La Légende de Zatoïchi : La Blessure (新座頭市物語・折れた杖, Shin Zatōichi monogatari: Oreta tsue?)
- 1989 : La Légende de Zatoïchi : L'Odyssée finale (座頭市, Zatōichi?)

### Télévision
- Zatoichi monogatari
- Shin Zatoichi monogatari
- Shin Zatoichi
- Oshi samurai
- Keishi-K

## Distinctions

### Récompenses
- 1964 : prix Kinema Junpō du meilleur acteur pour les séries Zatoichi et Akumyō[1]
- 1971 : prix Mainichi du meilleur acteur pour Kaoyaku, L'Auberge du mal, Kitsune no kureta akanbō et La Légende de Zatoïchi : Zatoïchi contre le sabreur manchot[2]
- 1998 : prix spécial pour l'ensemble de sa carrière aux Japan Academy Prize[3]
- 1998 : prix Mainichi spécial pour l'ensemble de sa carrière[4]